# Mitsubishi Endeavor

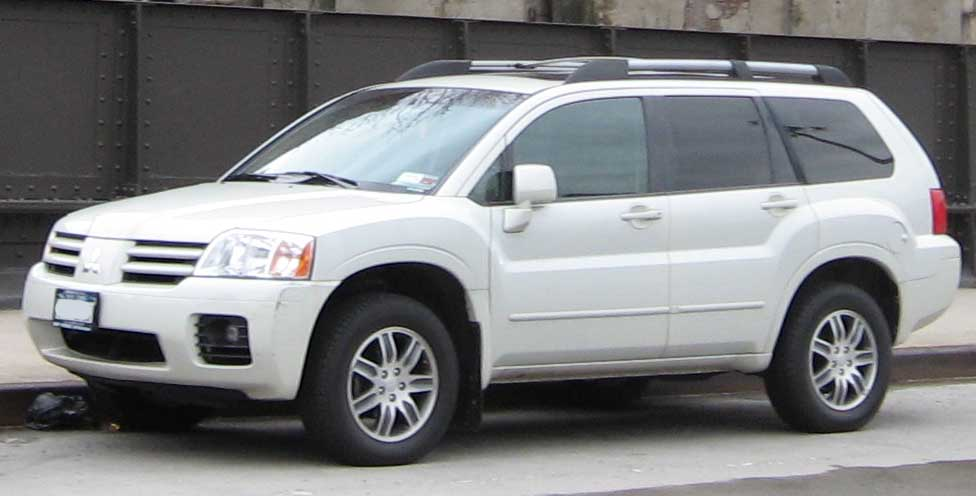
Mitsubishi Endeavor.

El Mitsubishi Endeavor es un automóvil todoterreno del segmento E producido por el fabricante japonés Mitsubishi Motors desde el año 2003. Es un cinco puertas con chasis monocasco (el mismo del Mitsubishi Galant) desarrollado específicamente para el mercado de América del Norte. Sus principales competidores son el Hyundai Tucson, el Nissan Patrol y el Toyota Highlander.
El Endeavor posee una caja de cambios automática de cuatro marchas, y se ofrece con tracción delantera o a las cuatro ruedas. Su motor es un gasolina V6 de 3.8 litros de cilindrada con cuatro válvulas por cilindro que desarrolla 218 o 228 CV de potencia máxima.